# 诺尔道布·包洛尔玛
诺尔道布·包洛尔玛（1962年—）蒙古族，籍贯不详，蒙古国政治人物、社会活动家。

## 生平
包洛尔玛毕业于莫斯科青年学院、蒙特利尔市社会学院、莫斯科社会人文学院。包洛尔玛是历史、社会学教师，方法学家，社会活动家，社会学副博士。历任蒙古国儿童组织中央委员会主任，“为了孩子”国家中心主任，蒙古国儿童权利中心主任。2000年至2004年，当选为国家大呼拉尔委员。2004年起，担任首都公民代表会议（议会）主席。
2007年12月，包洛尔玛被任命为蒙古国政府成员、教育、文化和科技部部长。

## 家庭
包洛尔玛已婚。